# Parleboscq
Parleboscq település Franciaországban, Landes megyében. Lakosainak száma 454 fő (2022. január 1.). Parleboscq Castelnau-d'Auzan-Labarrère, Cazaubon, Eauze, Escalans és Gabarret községekkel határos.

## Népesség
A település népességének változása:
| Lakosok száma | 653  | 541  | 550  | 508  | 517  | 509  | 506  | 505  | 488  | 454  |
|               | 1968 | 1982 | 1990 | 2006 | 2013 | 2015 | 2017 | 2019 | 2020 | 2022 |